# کوله‌پشت‌گردی

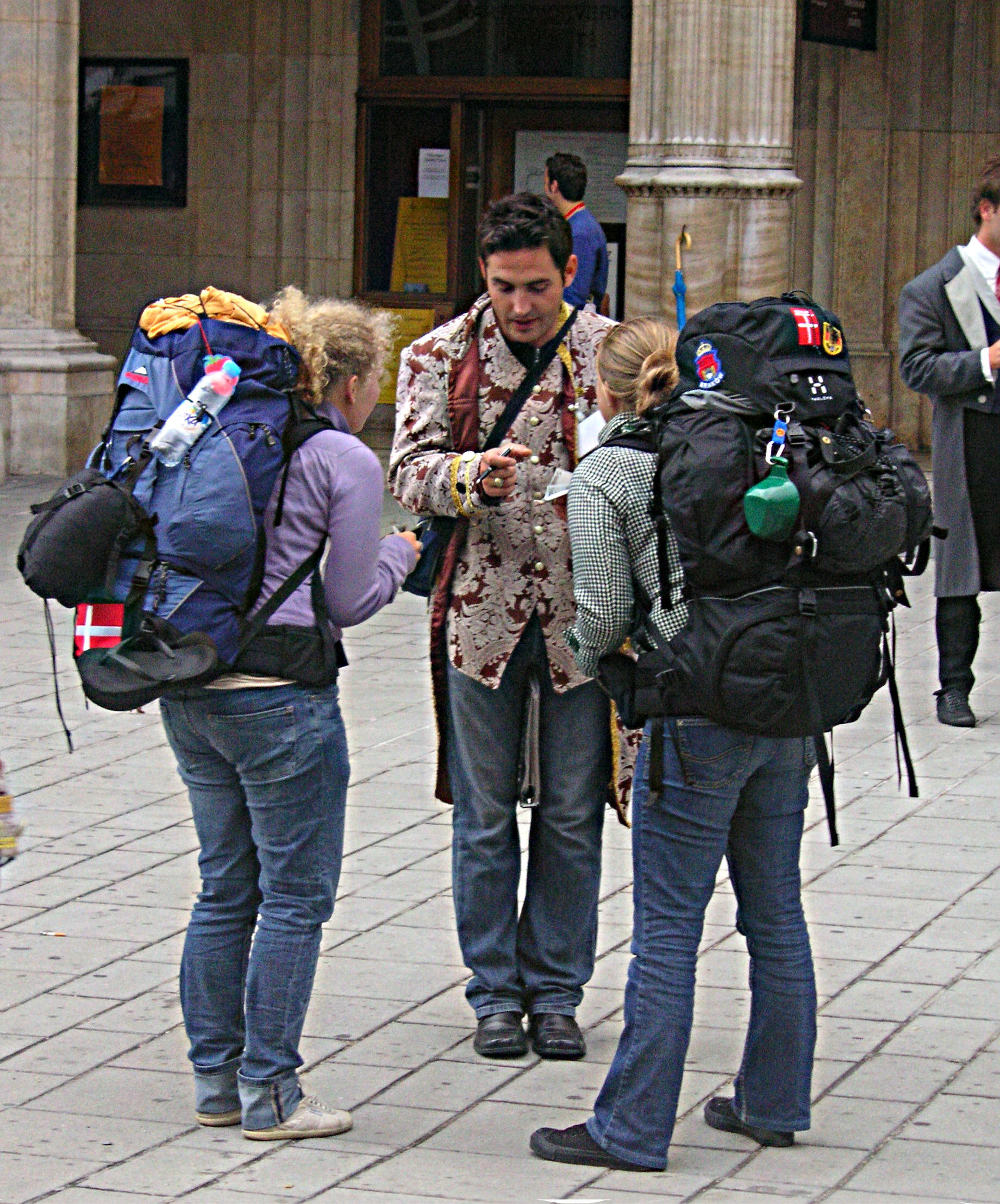
۲ کوله پشتگرد دانمارکی در مقابل اپرای ایالتی وین در ژوئیه ۲۰۰۵

کوله پشتگردی یا کوله‌گردی یک شکل گردشگری کم‌هزینه است، که حتی می‌تواند گردشگری بین‌المللی باشد. این گردشگری با استفاده از کوله‌پشتی یا هر نوع چمدان دیگر است که بشود به راحتی آن را با خود برد و برای مسافت‌های طولانی یا دوره‌های طولانی زمانی آن را به کار گرفت، انجام می‌شود. استفاده از حمل و نقل عمومی، یا درخواست از ماشین‌هایی که در همان راه سفر می‌کنند برای جابه‌جا شدن، اسکان ارزان قیمت مانند خوابگاه‌های جوانان، مدت طولانی‌تر سفر در مقایسه با تعطیلات معمولی، علاقه به ملاقات با مردم محلی، دیدن منظره‌های محلی و همچنین خوردن غذاهایی محلی و ارزان همه جزو خصوصیات این گردشگران است. به طور معمول کوله پشتگردی بیشتر به دست جوانان انجام می‌گردد، این به خاطر آن است که جوانان وقت بیشتری برای سفر و همچنین طاقت بیشتری برای تحمل ناهمواریهای این گردشگری را دارند. از طرف دیگر به خاطر پول کمتری که برای این نوع گردشگری نیاز است خیلی بیشتر مورد توجه جوانان قرار می‌گیرد.